# Johan Nicodemi
Pour les articles homonymes, voir Nicodemi.
Johan Nicodemi, né le 18 juin 1983, est un joueur de football de plage international français.

## Biographie
Il fait partie de l'équipe de France championne du monde en 2005. Il prend part à cinq matchs pour autant de victoires.